# Казалвиери
Казалвиѐри (на италиански: Casalvieri, на местен диалект Casaluerë, Казалуеръ) е малко градче и община в Централна Италия, провинция Фрозиноне, регион Лацио. Разположено е на 380 m надморска височина. Населението на общината е 3098 души (към 2010 г.).